# 吉林市第一中学校
吉林市第一中学校，简称吉林一中，是位于中国吉林省吉林市松花江畔的一所重点高中，也是吉林省首批素质教育示范性高中。

## 历史
吉林一中始建于1907年（清朝光绪33年）。1907年初，正值清朝廷废除科举、兴建学堂、奖励留学，以图教育振兴。生员孙树棠、赵铭新、聂树清、巴扬阿、吴玉森留学回国，联名致信倡言建立中等学堂。1907年3月29日，吉林省最早官办普通中学——吉林中学堂成立。4月1日暂借东关小学课堂开课。1912年改称“吉林省立中学校”，学制四年。1913年又称“吉林省立第一中学校”。1931年中共省立一中地下党团队伍不断发展。爱国救亡组织“互济会”。1935年改称“吉林省立吉林第一两级中学校”。1936年高中三个年级学生同期报考，升学数名列东北第一。文革期间，教学秩序被破坏。1973年教职员105人，学生2548人。周贤绍、张渭钧先后为革委会主任。1976年11月新教学楼落成。1978年郭洪年任校长，鼎力恢复教学秩序。吉林一中随后被确定为“吉林省首批办好的重点中学”。

## 校徽

### 寓意
吉林一中的整体校徽结构为圆形，象征和谐校园和和谐的校园生活。校徽上半部为红色，意为初生的太阳，象征蒸蒸日上和辉煌未来。下半部为蓝色，象征吉林一中海纳百川、博采众长的宽广胸怀。中间白色图案是汉字“一”和“中”的剪影叠合，如同雄鹰展翅，寓意吉林一中和其所培养的莘莘学子积极向上、搏击长空的雄姿，表达了吉林一中人的志存高远的理想和抱负。下半部以蓝色为底色，白色的“1907”代表吉林一中创始年份，寓意学校历史悠久，象征吉林一中承前启后，彰显“为每一位学生的终身幸福奠基”的办学理念，同时也为学校未来可持续发展奠定了宽广厚重的根基。
“吉林市第一中学校”分别用中英文表示，表明吉林一中是一所倡导开放办学、走国际化道路的学校。
吉林一中校徽的“鹰”给人以一种积极向上、向前飞行的动势，静中有动、稳中求胜，体现吉林一中既务实稳健又锐意进取的工作、学习作风。

## 环境
校园拥有很大的绿化面积，学校内铺设了大面积的草坪，并种植了各种树木、花草，教学楼附近都有自然草坪环绕。在西南侧，学校拥有“游子湖”和“一鉴池”供人们休闲放松。学校为学生配备了各种健身器材，将其安置在各个教学楼的楼下。北门入口处放置有学校的平面图，道路每隔一段距离都会有路标指示。

## 基础设施
吉林一中有3个教学楼，一个实验楼，一个综合教学楼，一个图书馆，两个学生公寓，一个体育馆，一个羽毛球馆，一个报告厅，一个美术楼，一个三层的餐饮中心（校内超市在餐饮中心旁）和一个行政办公楼。
教学楼、实验楼、综合教学楼、图书馆之间可以在各种楼内直接穿行。

### 教学楼
所有教学楼的所有楼层两侧都设有至少两个厕所，每个走廊都设置了火灾报警开关和烟雾探测器。每层楼的固定位置都挂着消防疏散图。设置“阶梯教室”，通常用来进行公开课、进行选修课或满足其他活动需要。普通教室都配备了计算机、投影仪以进行多媒体授课，

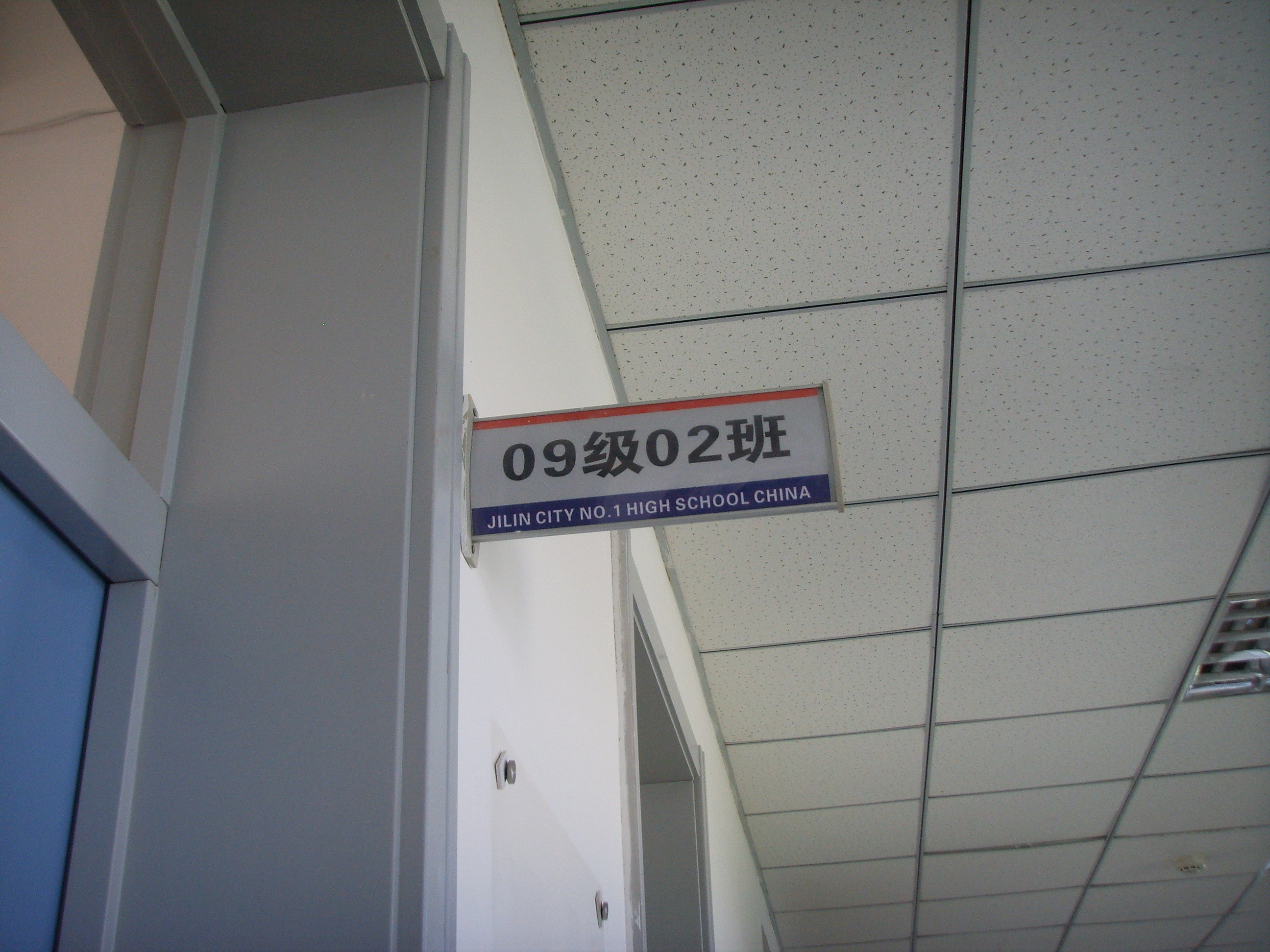
吉林一中的班级牌

### 实验楼
吉林一中重视学生的动手能力，为学生准备了完备的实验设施。实验楼中具备高中的化学、生物和物理实验所需要的所有仪器、药品，并且实验楼内有不止一个各科的实验室，例如物理普通实验室之外，还有物理创新实验室等实验室。所有的仪器由教师课前为学生准备、调试好。物理实验室内配备了学生电源和根据实际课程需要的仪器。化学实验室配备各种课程需要的试剂、仪器，每两个操作台共用一个水槽。
生物实验室配备一管日光灯便于学生使用显微镜时更易观察。所有的实验室都有可升降的黑板。

### 综合教学楼
楼内设有微机室、美术教室和普通的教室。普通的教室通常用来让学生上选修课。